# Altwies
Altwies (Luxemburgs: Altwis) is een plaats in de gemeente Mondorf-les-Bains en het kanton Remich in Luxemburg.
Altwies telt 557 inwoners (2001).

## Geboren
- Sylvère Linster (1894-1973), glazenier

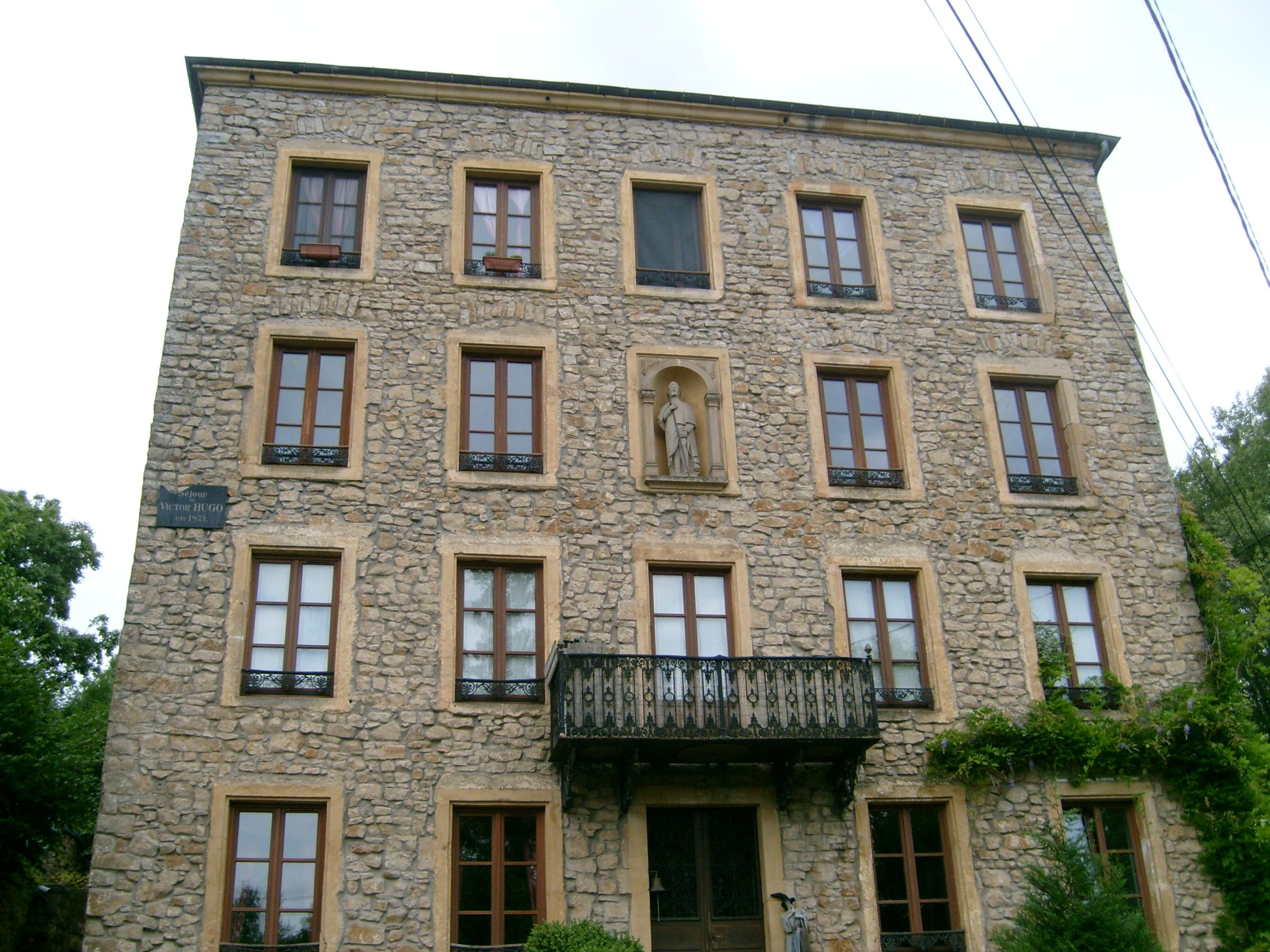
Hôtel de Paris, Altwies